# Головкове (Бокситогорський район)
Головкове (рос. Головково) — присілок Бокситогорського району Ленінградської області Росії. Входить до складу Анісімовського сільського поселення.
Населення — 3 особи (2007 рік).